# Бесер, Брок
Брок Бесер (англ. Brock Boeser, /ˈbɛsər/; 25 февраля 1997, Барнсвилл, Миннесота, США) — американский хоккеист, правый крайний нападающий клуба Национальной хоккейной лиги «Ванкувер Кэнакс».

## Карьера

### Клубная карьера
В юности Бесер играл за команды хоккейной лиги США «Су-Сити Маскетирс» и «Уотерлу Блэк Хокс». В сезоне 2014-15 Брок стал третьим бомбардиром лиги с 68 очками, при этом разделив первое место в списке снайперов (35), а также вошёл в символическую сборную сезона USHL и символическую сборную новичков. Кроме того, Бесер сыграл на Матче звёзд USHL.
В межсезонье Бесер был выбран на драфте НХЛ клубом «Ванкувер Кэнакс» в 1-м раунде под общим 23-м номером.
Отыграв 2 года за университет Северной Дакоты, 25 марта 2017 года подписал 3-летний контракт новичка с «Ванкувером». В этот же день дебютировал за «Кэнакс» в матче против «Миннесоты Уайлд», забросив шайбу в ворота Дарси Кемпера, а «Ванкувер» выиграл со счетом 4:2. В оставшихся до конца сезона 8 матчах забросил ещё 3 шайбы.
Сезон 2017/18 начал в основе «Ванкувера». 4 ноября 2017 года в игре с «Питтсбургом» сделал свой первый хет-трик в НХЛ. Набрав 43 очка (24+19) в 46 матчах за «Кэнакс», был выбран на Матч всех звезд НХЛ. При этом выиграл конкурс на точность бросков и был признан лучшим игроком «Матча звезд».
11 октября 2023 года, в первом матче сезона 2023/24, забросил 4 шайбы ворота «Эдмонтон Ойлерз» (8:1). 12 декабря 2023 года сделал хет-трик в ворота «Тампы-Бэй Лайтнинг», забросив три последние шайбы в матче (4:1). Всего в сезоне 2023/24 набрал 73 очка (40+33) в 79 матчах, установив личный рекорд по шайбам и очкам. Бесер занял 15-е место в НХЛ по заброшенным шайбам. 28 апреля 2024 года сделал хет-трик в матче первого раунда Кубка Стэнли против «Нэшвилл Предаторз». Третью шайбу забросил за 8 секунд до окончания 3-го периода и сравнял счёт (3:3), а через 62 секунды после начала овертайма Элиас Линдхольм принёс «Кэнакс» победу.

### Международная карьера
В 2016 году принимал участие в молодёжном чемпионате мира, на котором вместе со сборной США завоевал бронзовые награды. На турнире забил всего 1 гол, в матче за 3-е место против сборной Швеции.

## Статистика
| Легенда | Легенда                    | Легенда | Легенда                   | Легенда | Легенда    |
| ------- | -------------------------- | ------- | ------------------------- | ------- | ---------- |
| И       | Количество проведённых игр | Штр     | Штрафное время            | +/−     | Плюс-минус |
| Г       | Голы                       | П       | Голевые передачи          | О       | Очки       |
| -       | Статистика неизвестна      | —       | Статистика не учитывалась |         |            |